# Geneviève Bresc-Bautier
Pour les articles homonymes, voir Bresc et Bautier.
Geneviève Bresc-Bautier est une historienne de l'art née le 6 août 1948 dans le 3e arrondissement de Paris. Conservatrice du patrimoine, elle est spécialiste de la sculpture de l'époque moderne.

## Biographie
Elle fréquente les lycées Victor-Hugo et Henri-IV à Paris avant d'entrer, comme son père le médiéviste Robert-Henri Bautier, à l'École nationale des chartes, dont elle obtient le diplôme d'archiviste paléographe en 1971 avec une thèse intitulée Le Saint-Sépulcre de Jérusalem et l'Occident au Moyen Âge. Elle est ensuite nommée élève de l'École française de Rome (en 3e année)
Le 14 décembre 1972, elle épouse Henri Bresc.
Conservatrice générale en 2001, professeure à l'École du Louvre, elle est nommée directrice du département des sculptures du musée du Louvre le 1er novembre 2004. Elle est remplacée son poste le 3 mars 2014 par Sophie Jugie.
En 2012, Geneviève Bresc-Bautier est commissaire-générale de la première exposition temporaire du Louvre-Lens : Renaissance.

## Distinctions
- Chevalière de la Légion d'honneur
- Officière de l'ordre national du Mérite
- Chevalière de l'ordre des Palmes académiques

## Travaux et publications

### Œuvre
- avec Anne Pingeot, Sculptures des jardins du Louvre, du Carrousel et des Tuileries, Paris, RMN, notes et documents des Musées de France no 12, 1986, deux volumes.
- Mémoires du Louvre, coll. « Découvertes Gallimard / Culture et société » (no 60), Paris : Gallimard, 1989, réédition 2011
- Les Tuileries au XVIIIe siècle, Béatrice de Andia, Geneviève Bresc-Bautier, Mathieu Couty et Emmanuel Jacquin, Action artistique de la Ville de Paris, 1990
- Le Louvre avec Gérard Rondeau, Citadelles & Mazenod, 23 octobre 2013, 520 p.
- Geneviève Bresc-Bautier (dir.), Histoire du Louvre, trois volumes, Louvre éditions / Fayard, 2016.
- « Jean Cox, un sculpteur anversois actif dans la France de Louis XIV », Bulletin monumental, t. 181, no 2,‎ 2023, p. 147-153 (ISBN 978-2-36919-201-5)

### Articles en ligne
- Avec Isabelle Balsamo, Jean-François Barielle, Christian Besson, Jean Galard et Rodolphe Rapetti, « Un type de discours et sa production/diffusion », Perspective, 4 | 2006, p. 513-517 [Mis en ligne le 31 mars 2018, consulté le 28 janvier 2022. URL : http://journals.openedition.org/perspective/10469 ; DOI : https://doi.org/10.4000/perspective.10469].

## Distinctions
Geneviève Bresc-Bautier a été nommée chevalier de l'ordre national du Mérite en 2000, avant d'être promue au grade d'officier en 2011. Elle a également été nommée chevalier de la Légion d'honneur en 2007.